# راقصة باليه (فلم)
راقصة باليه (بالإنجليزية: Ballerina) هو فيلم رسوم متحركة فرنسي عن أنواع المغامرات والكوميديا الموسيقية، من إخراج وكتابة إيريك سمر وإريك وارين وكارول نوبل ولوران زيتون، والموسيقى التصويرية من تأليف كلاوس باديلت والأصوات التي يؤديها كميل كوتين ومالك بن طلحة وكايسي تشيس وماغالي بارني.

## قصة
فيليسي فتاة يتيمة تحب الرقص. جنبا إلى جنب مع أفضل صديق لها فيكتور، الذي يريد أن يصبح مخترعًا عظيمًا، يطوران خطة هروب رائعة للحصول على ما يريدان. فرا من دار الأيتام التي يعيشان فيها إلى باريس، مدينة النور، حيث لا يزال برج إيفل قيد البناء. سيكون على فيليسي التغلب على نفسها والتعلم من أخطائها لتحقيق حلمها الكبير: أن تكون راقصة رائعة في أوبرا باريس الوطنية.

## وصلات خارجية
- مقالات تستعمل روابط فنية بلا صلة مع ويكي بيانات